# Città di Vercelli 2014
Il Torneo Città di Vercelli 2014 è stato un torneo di tennis facente parte della categoria ATP Challenger Tour nell'ambito dell'ATP Challenger Tour 2014. È stata la 6ª edizione del torneo che si è giocato a Vercelli in Italia dal 21 al 27 aprile 2014 su campi in terra rossa e aveva un montepremi di €42,500.

## Partecipanti singolare

### Teste di serie
| Nazionalità | Giocatore             | Ranking | Testa di serie |
| ----------- | --------------------- | ------- | -------------- |
| Germania    | Dustin Brown          | 87      | 1              |
| Germania    | Jan-Lennard Struff    | 96      | 2              |
| Belgio      | David Goffin          | 105     | 3              |
| Slovenia    | Aljaž Bedene          | 111     | 4              |
| Rep. Ceca   | Jan Hájek             | 127     | 5              |
| Francia     | Pierre-Hugues Herbert | 134     | 6              |
| Slovacchia  | Andrej Martin         | 139     | 7              |
| Italia      | Potito Starace        | 143     | 8              |

### Altri partecipanti
Giocatori che hanno ricevuto una wild card:
- Matteo Donati
- Stefano Napolitano
- Stefano Travaglia
- Simone Bolelli

Giocatori che sono passati dalle qualificazioni:
- Federico Gaio
- Nicolas Reissig
- Mate Delić
- Kyle Edmund

## Partecipanti doppio

### Teste di serie
| Nazionalità | Giocatore         | Nazionalità | Giocatore          | Ranking | Testa di serie |
| ----------- | ----------------- | ----------- | ------------------ | ------- | -------------- |
| Polonia     | Mateusz Kowalczyk | India       | Purav Raja         | 180     | 1              |
| Germania    | Dustin Brown      | Germania    | Alexander Satschko | 202     | 2              |
| Italia      | Alessandro Motti  | Italia      | Potito Starace     | 270     | 3              |
| Italia      | Riccardo Ghedin   | Italia      | Claudio Grassi     | 276     | 4              |

### Altri partecipanti
Coppie che hanno ricevuto una wild card:
- Alberto Bagarello /  Alberto Giraudo
- Pietro Rondoni /  Stefano Travaglia
- Matteo Donati /  Stefano Napolitano

## Vincitori

### Singolare
Simone Bolelli ha battuto in finale  Mate Delić con il punteggio di 6–2, 6–2

### Doppio
Matteo Donati /  Stefano Napolitano hanno battuto in finale  Pierre-Hugues Herbert /  Albano Olivetti con il punteggio di 7–6(7–2), 6–3